# Рона Йозеф Іванович
Йозеф Іванович Рона (Йосип Іванович Рона), (Joseph Rona, Josef Rona) — німецький кінематографіст, кінооператор, фотограф.
У 1925 році на запрошення ВУФКУ приїхав в Україну і за контрактом працював на Одеській кінофабриці до початку 1930-х.
- 1931 — «Полум'я гір» (оператор)
- 1930 — «Людина і мавпа» (оператор)
- 1929 — «Захар Беркут» (режисер)
- 1928 — «Проданий апетит» (оператор)
- 1927 — «Борислав сміється» (інша назва «Королі воску»), (режисер, оператор)
- 1926 — «Вася-реформатор», (оператор, разом з Данилом Демуцьким)
- 1926 — «Ягідка кохання», (оператор, разом з Данилом Демуцьким)
- 1924 — «Lebende Buddhas» (оператор)
- 1923 — «Die Frau aus dem Orient» (оператор)
- 1922 — «Der Heiratsschwindler» (оператор)
- 1922 — «Divankatzen» (оператор)
- 1922 — «Kaschemmengräfin» (оператор)
- 1921 — «Lola, die Apachenbraut» (оператор)
- 1920 — «Auf den Trümmern des Paradieses» (оператор)
- 1920 — «Die Teufelsanbeter» (оператор)
- 1920 — «Tempesta, die Sturmgeborene» (режисер)